# David J. Kaup
David James Kaup (* 8. April 1939 in Marionville, Lawrence County, Missouri) ist ein US-amerikanischer angewandter Mathematiker und Physiker, bekannt für Beiträge zur Theorie der Solitonen und anderer nichtlinearer Wellen. Er ist Professor an der University of Central Florida.
David Kaup studierte Physik an der University of Oklahoma mit dem Bachelor-Abschluss 1960 sowie dem Master-Abschluss 1962 und wurde 1967 an der University of Maryland in College Park bei David Mandeen Zipoy in Physik promoviert (The Klein-Gordon Geon). 1967 wurde er Assistant Professor und später Professor an der Clarkson University. Ab 1987 war er dort neben seiner Professur für Mathematik und Physik Professor für Informatik.
1980/81 war er Wissenschaftler bei Dynamics Technology und 1981 Gastwissenschaftler in Geophysik an der University of California, Los Angeles. 1983 war er Berater bei Varian Associates und 1987 Gastprofessor in Montpellier. Er ist für einige wesentliche Beiträge zur Inversen Streutransformation (IST) Anfang der 1970er Jahre bekannt (mit Mark J. Ablowitz, Harvey Segur und Alan C. Newell).
Er ist seit 1982 verheiratet und hat drei Kinder.

## Schriften
- mit M. Ablowitz, A. C. Newell, H. Segur: The inverse scattering transform-Fourier analysis for nonlinear problems, Stud. Appl. Math., Band 53, 1974, S. 249–315
- mit M. Ablowitz, A.C. Newell, H. Segur: Method for Solving the Sine-Gordon Equation, Phys. Rev. Lett., Band 30, 1973, S. 1262–1264
- The legacy of the IST, in Jerry Bona, Roy Choudhury, David Kaup (Hrsg.), The legacy of the inverse scattering transform in applied mathematics, Contemporary Mathematics 301, AMS, 2002, S. 1–14